# Asta Põldmäe
Asta Põldmäe, geb. Hiir (* 4. April 1944 in Puurmani, Estnische SSR), ist eine estnische Schriftstellerin.

## Leben
Asta Põldmäe schloss 1969 ihr Studium im Fach Journalismus an der Staatlichen Universität Tartu (TRÜ) ab. Von 1969 bis 1975 war sie als Redakteurin der Tartuer Universitätszeitung tätig.
Von 1978 bis 1980 studierte sie Spanisch am Fremdspracheninstitut Moskau. Seit 1986 arbeitet sie in der Redaktion der estnischen Literaturzeitschrift Looming.
Asta Põldmäe ist seit 1977 als Schriftstellerin in Erscheinung getreten. Sie hat zahlreiche Prosatexte verfasst. Daneben übersetzt sie spanische Literatur ins Estnische. Põldmäe ist seit 1978 Mitglied des Estnischen Schriftstellerverbands. 1994 war sie Stipendiatin im Künstlerhaus Schloss Wiepersdorf.
Asta Põldmäe war mit dem Literaturwissenschaftler Jaak Põldmäe verheiratet. Aus der Ehe gingen zwei Söhne hervor.

## Werke (Auswahl)

### Prosasammlungen
- Me (Tallinn 1977)
- Mitmekesi maateral (Tallinn 1978)
- Linnadealune muld (Tallinn 1989; deutsch Die Erde unter den Städten, 1993)
- Viini plika (Tartu 1999)
- Kirjad pääsukestele. Epistolaareleegia. (Tallinn 2009)

### Kinderbücher
- Sügisjooniku seeme (Tallinn 1989)

## Deutsche Übersetzungen
- Die Erde unter den Städten. Erzählungen. Aus dem Estnischen von Irja Grönholm. Nachwort von Cornelius Hasselblatt. Frankfurt/M.: dipa 1993. 157 S.[3]
- Die Hitzewelle. Übersetzt von Irja Grönholm, in: Trugbilder. Moderne estnische Erzählungen. Frankfurt/M.: dipa 1991, S. 63–74.
- Angesichts der Nacht. Übersetzt von Irja Grönholm, in: Estonia 1/1997, S. 19–27; ebenfalls in: Ostragehege 1/1998, Nr. 11, S. 21–24.
- Das Wienermädel. Übersetzt von Irja Grönholm, in: Estonia 1/2000, S. 40–57; Auszug davon in: Lichtungen 2003, 74–78

## Auszeichnungen
Asta Põldmäe erhielt 1979 den Juhan-Smuul-Preis für ihren Band Mitmekesi maateral. 1983 und 1985 wurde Põldmäe der Friedebert-Tuglas-Preis  für zwei ihrer Novellen verliehen.